# 宇宙戦争 (ラジオ)

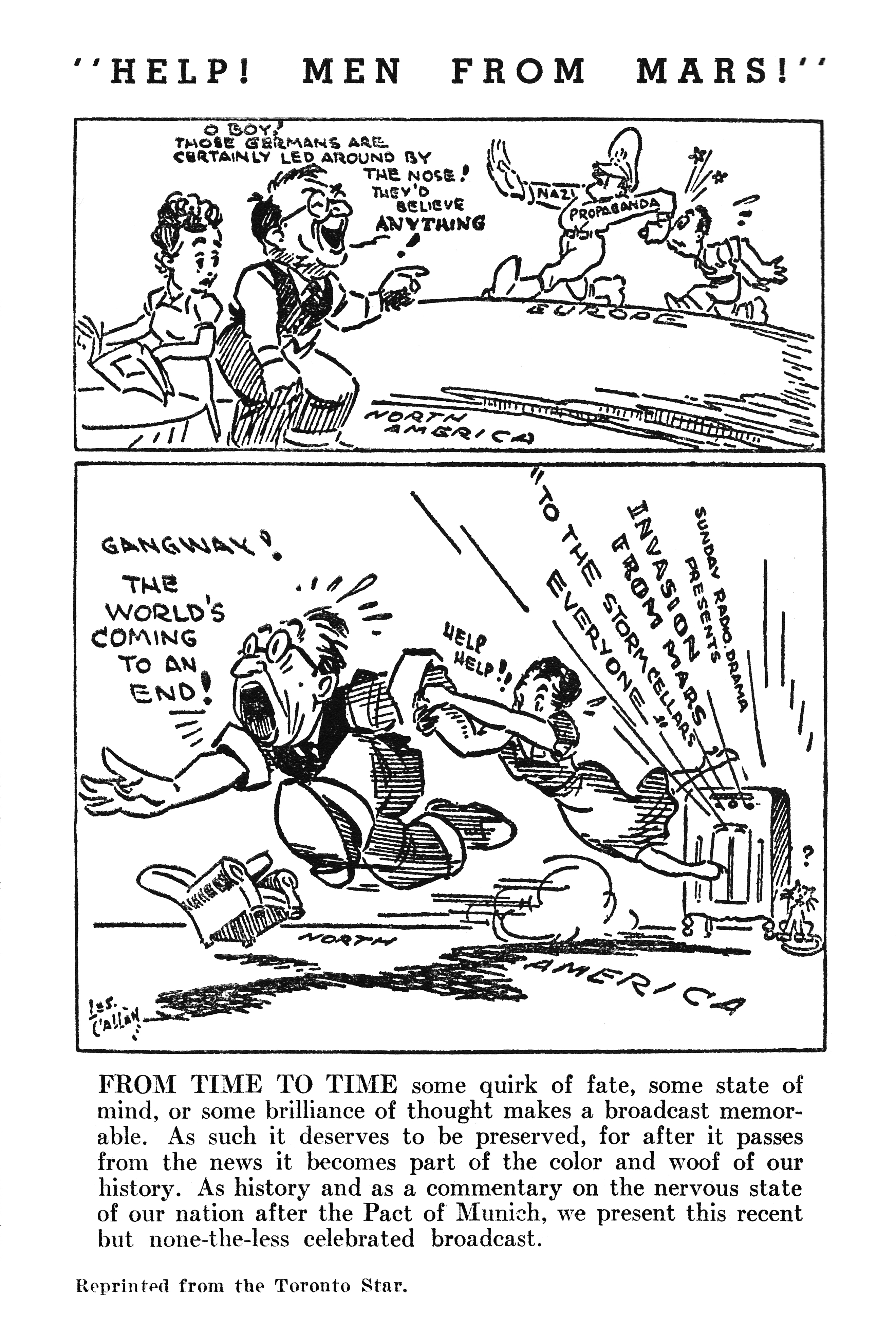
「パニック」説をもとにした風刺画。ミュンヘン会談により緊張が高まった現実世界を男性が笑っているが、ラジオドラマをきいてパニックを起こしている（1939年）

『宇宙戦争』（うちゅうせんそう、The War of the Worlds）は、1938年にアメリカ合衆国で放送されたラジオ番組で、俳優オーソン・ウェルズがH・G・ウェルズのSF小説『宇宙戦争』を脚色し朗読した。放送をきいた人々が火星人の襲来を事実と信じこんでパニックが起きたという説は、現在では根拠のない都市伝説として否定されている。

## 放送の経緯
1938年10月30日、アメリカのラジオ番組『マーキュリー放送劇場（英語: The Mercury Theatre on the Air）』の中でハロウィン前夜の特別番組として放送された。
番組は火星人襲来を報じる内容で、緊急ニュース中継という体裁をとって放送されたが、この番組があまりに真に迫っていたため、多くのリスナーは火星人によるアメリカ攻撃が実際に進行中であると信じこみ、各地でパニックが起こったと長く語られてきた。
この放送が「パニック」を引き起こしたとする唯一の学術的出典は、メディア研究草創期の研究者ハドリー・キャントリルの『火星からの侵入』(1940) である。キャントリルは放送直後の新聞報道をもとに、ラジオのリスナーが火星人の襲来を事実と信じこんで全米で大パニックが起き、大群衆が逃げ回る中で死者まで出る騒ぎとなったなどと主張した。
キャントリルによると、火星人襲来がフィクションである旨を告げる「お断り」をラジオドラマを聞いていた人々の多くは聞き逃し、これが「パニック」の引き金になった。
またキャントリルは、世界各地で紛争・衝突が頻発していた当時の緊張した国際情勢がアメリカ国民に「外からの侵略」を警戒させていたこと、ラジオ番組を聞いた多数の人々が知人へ電話をかけるなどして誤情報を拡散させたこと、などがパニックの背景にあると説明した。
後年キャントリルがアメリカ社会心理学界の重鎮となり、世界的に著名な研究者となったことから、こうした主張は長く検証されないまま受け入れられ、ハリウッドでも「名優ウェルズ」の実力を裏づける伝説的なエピソードとして扱われてきた。

## 都市伝説としての「パニック」

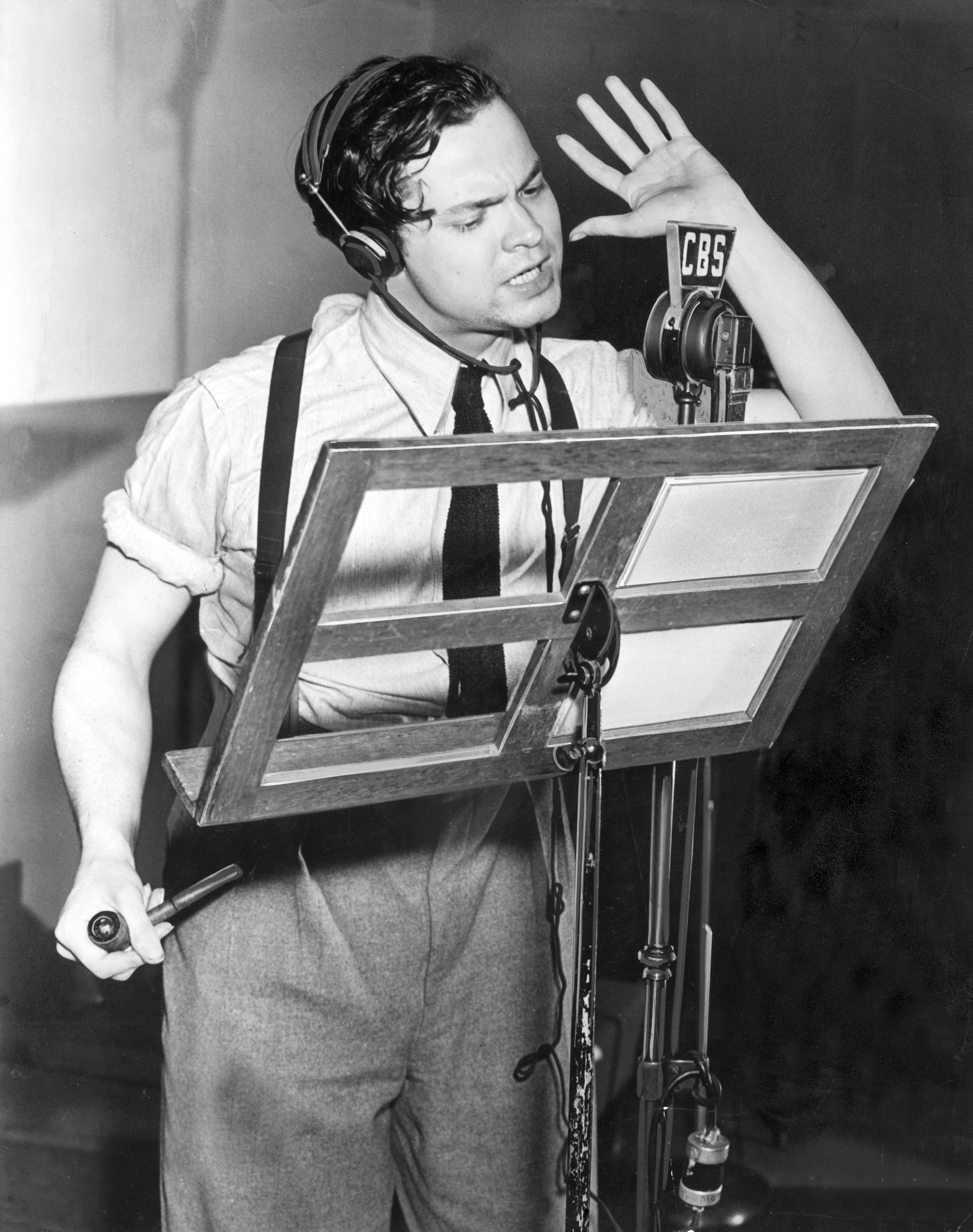
ラジオ番組を収録するオーソン・ウェルズ（1938年）

しかし近年の研究ではパニック現象が起きたとする主張は完全に否定されており、番組を事実と信じたリスナーはほとんどいなかったことが明らかにされている。
全国の警察に膨大な量の問い合わせの電話があったことは事実であるが、それ以上の行動が起こったという証拠はほとんどない。ラジオ番組『宇宙戦争』そのものの聴取率も非常に低く、わずか2％にすぎなかった。「ラジオドラマの放送直後、放送局や関係拠点を州兵が厳重警備した」「オーソン・ウェルズや放送局を相手に大量の訴訟が起こされた」といったキャントリルが引用した新聞報道も、まったくの誤報だったことが確認されている。
ニューヨークなどでは放送を聞いた人がショックで病院へ運ばれた、ボルチモアで聴取者が心臓発作を起こした、逃走しようとした市民が交通事故を起こした、といった噂は後日の検証で全く確認できず、多くの新聞に掲載された「猟銃を構えて火星人を待ち受ける農場主」の写真も、番組の放送翌日にカメラマンの要請で撮られた捏造写真であることが判明している。
ウェルズ自身も後年、「パニックが起きたというのは新聞記者たちの思い込みによるでっちあげだった」と回想している。
しかしパニックが起きたとするセンセーショナルな新聞記事が溢れ、メディアの中で事実にもとづかない都市伝説が形成されたこと自体は事実である。またこの放送をきっかけに、オーソン・ウェルズはハリウッドで急速に名声を獲得してゆく。

### 都市伝説形成の背景
メディア研究者の佐藤卓己は2020年の著作において、キャントリルの著作に書かれた「パニック」説を紹介した自らのかつての記述を批判し、「本書の記述を鵜呑みにしてきた私自身を含めてメディア研究者の責任は重い。（…）代表的著作を無批判に信用してきたことは、知的怠慢と言うべきだろう」と反省の弁を述べている。
その上で佐藤は、この「火星人襲来パニック」神話が今も根強いのは、「商業放送や大衆社会への文化批判、ニューメディアへの不信感など、それなりの需要が今もあるからだろう」と指摘している。
また佐藤は、放送業界にとっても、この都市伝説が「メディアの力が人々を弾丸で撃つように強力な影響力を及ぼす」という「弾丸効果」と呼ばれるメディア理論を補強するものであり、広告スポンサーに自らの力をわかりやすく説得できるため、その信憑性が疑われることなく長く受け継がれてきたのではないかと総括している。
ラジオの社会的役割を調査したアメリカの社会学者グッドマンは、このパニック伝説が、アメリカ社会における知識人と大衆との分断を感じる人々が数多くいるからこそ、その文化的断絶を裏づけるエピソードとして受容され、都市伝説として定着してきたのだろうと述べている。また、当時まだ若いメディアであったラジオに警戒心を抱いていた新聞がことさらにラジオ放送のバッシングを行ったことが都市伝説化したものだとする説もある。

## 番組内容

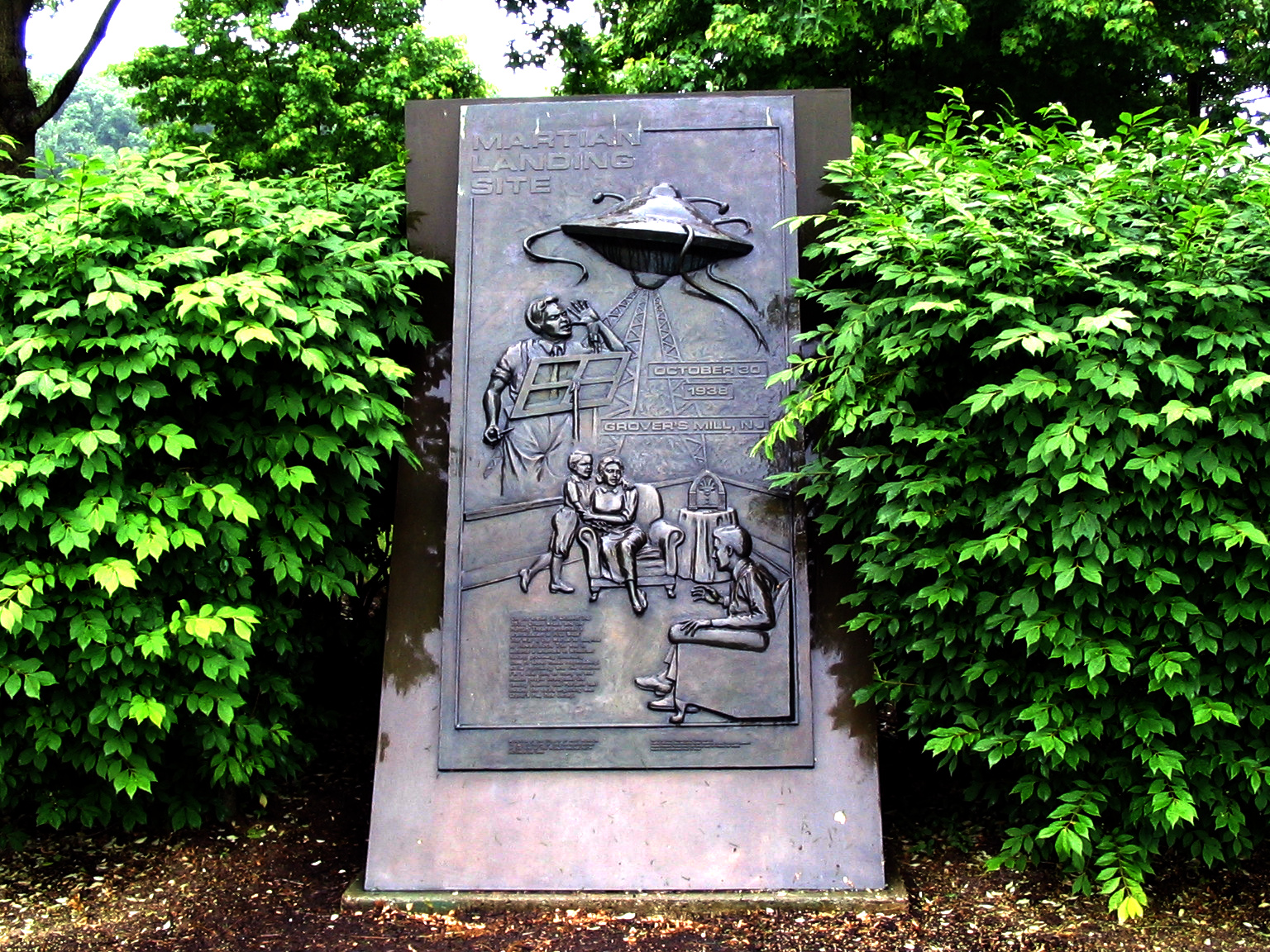
アメリカのニュージャージ−州にある「火星人襲来」記念碑。ウェルズの番組で「襲来ポイント」とされた場所にある。

原作は、19世紀末のイギリスに襲来した火星人の攻撃を描くH・G・ウェルズのSF小説である。これを脚本家とオーソン・ウェルズ、CBSスタッフらが翻案しドラマに使用した。
放送は1938年10月30日の日曜日、夜8時から9時まで放送された。放送の冒頭でアナウンサーが「これからH・G・ウェルズ原作のドラマを放送します」と述べたあとオーソン・ウェルズの朗読が始まり、「地球人はきわめて長期にわたって遠くの星から冷徹に観察されてきた」という原作の冒頭部分が読み上げられる。
続いてアナウンサーによるラジオ放送へ移り、天気予報を伝えたあと、「ニューヨークのパークプラザホテルからの中継」として音楽番組が開始される（これらはすでにラジオドラマの一部である）。
音楽が流れている最中にアナウンサーが割って入り、緊急ニュースを伝える。シカゴ天文台の専門家らが、30分ほど前に火星の表面上でガス爆発のような現象を確認した、という内容である。
再び放送は音楽中継に戻り、しばらく音楽が流れ続けるが、再びアナウンサーが割り込み、きわめて重大な事件が発生したため予定を変更してニュース番組を放送すると述べる。続いてスタジオへ招かれた天文学者らの緊急インタビューが始まる（このうち一人をオーソン・ウェルズが演じている）。これら専門家の所属はプリンストン大学やシカゴ大学など実在する名前と架空の名称が巧みに組み合わされていた。
生中継で放送される専門家らの会話の中で、次々と新しいニュースが報じられる。まずニュージャージー州の農村地帯に隕石のような物体が多数落下したと伝えられ、電話をつないだ現地の一般市民らが、おびえながら街が攻撃されていると証言する。やがて攻撃が火星から襲来した火星人たちによるものだと断定されると、放送スタジオは一気に緊迫した空気に包まれ、怒号が飛び交うなか、アナウンサーや専門家らが混乱した口調で断片的なニュースを伝えつづける。
ラジオドラマでは実在するアメリカの村や町の名前がくりかえし使われ、発生中の事件を現地から生放送するスタイルを取っていたことが番組の緊張感を高めるのに大きく貢献しているとされる。当時はヨーロッパの戦場から現地リポートするラジオ放送が始まったころで、緊張した口調で現地の様子を伝えるリポーターや生放送中のスタジオの混乱は、すでに多くのアメリカ市民にとってなじみのあるものだったとも言われる。
またウェルズは、当時世界的な大事件として広く知られていたヒンデンブルク号爆発事故のラジオレポートの録音を俳優によって再収録させ、ラジオドラマの中で使用するなど、ドラマの真実らしさ・緊迫感を高めるため様々な工夫を凝らしている。

### 「パニック」を題材にした作品
- このパニックを題材にしたTVムービー作品『アメリカを震撼させた夜』も製作されている。
- フィラデルフィアを舞台にしたアメリカ合衆国（CBS）の刑事ドラマ『コールドケース 迷宮事件簿』では、シーズン5第7話（通算100話。2007年11月4日放送）「火星人襲来」（原題World's End）で、この時のラジオ放送と、パニックになる人々が描かれた（それに関連して殺人事件が起きており、その解決の糸口になっていた）。

## その他
1949年2月にエクアドルのキトにある放送局ラジオ・キトで放送されたスペイン語の『宇宙戦争』ドラマでは、番組がきっかけとなって暴動が起きたとされている。
番組はやはり「警察と消防隊がエイリアンの侵略軍と交戦するために出動した」という内容で、のちにその内容が事実でないことが明らかになると、嘘の報道に怒った市民が駅に放火するなどの事件に発展した。また何百人もの人々が本放送前から数日間にわたって「エクアドル上空に出現した正体不明の物体」に関する虚偽の報告をしたという。放送を行った放送局オーナーの自宅とラジオ・キトは襲撃され、ラジオ番組の構成を担当した放送作家の友人や親戚など7人が死亡した。
この事件をうけラジオ・キトは1951年までの2年間、放送を停止。放送作家はベネズエラに亡命したという。

## 参考資料
- 『H・Gウェルズの宇宙戦争』 ユニコム〈CD+BOOK 全米ラジオドラマ傑作選 ミステリー劇場〉、ISBN 978-4896893892
- 『火星からの侵略 パニックの心理学的研究』（ハドリー・キャントリル著、金剛出版）